# Леон Вальрас
Марі Еспрі Леон Вальрас (фр. Marie-Ésprit-Léon Walras; 16 грудня 1834, Евре, Франція — 5 січня 1910, Монтре, Швейцарія) — видатний французький економіст, один із лідерів маржиналіської революції, засновник і лідер Лозанської школи маржиналізму. Засновник теорії загальної рівноваги.

## Біографія

Théorie mathématique de la richesse sociale, 1883

Леон Вальрас народився в сім'ї філософа й економіста Огюста Вальраса. Він не проявляв схильності до практичних занять — його більше захоплювали суто теоретичні побудови. Намагався вступити до Політехнічної школи але провалив вступні іспити. Без особливих успіхів навчався в Гірничій школі, працював в сфері журналістики, різноманітних компаніях. В 1859 році була опублікована його перша наукова робота, в якій він намагався спростувати ідеї Прудона. Вже в своїй першій роботі Вальрас демонструє свою впевненість в тому, що економічна теорія може бути виражена математично. В 1860 році Л. Вальрас бере участь в Конгресі з податків, що відбувався в Лозанні, саме там він отримав посаду керівника кафедри економічної теорії наприкінці 1870 року. Вальрас очолював кафедру до 1892 року, передавши керівництво одному із свої найталановитіших учнів — Вільфредо Парето, хоча до самої смерті підтримував зв'язки з університетом як почесний професор.

## Наукова спадщина
Основним внеском Л. Вальраса в економічну науку є його теорія економічної рівноваги. В основу своєї теорії рівноваги він поклав дві гіпотези: по-перше, кожен індивід намагається максимізувати отриману корисність, по-друге, на кожному ринку попит рівний пропозиції.
Також Леона Вальраса називають батьком математичної економіки за його новаторство у використанні математичних методів для економічного аналізу.

## Теорія рівноваги Вальраса
Леон Вальрас довів, що в умовах ринкової економіки є можливість встановлення рівноваги на основі співвідношення пропозиції і попиту.
Вільна конкуренція забезпечує встановлення ціни рівноваги.
Рівноважна ціна — це ціна на конкурентному ринку, за якої величина попиту і пропозиції однакові, немає ні дефіциту, ні надлишку товарів і послуг. Така ціна не містить у собі тенденції до зростання або до зниження обсягів виробництва.
Постулатами теорії рівноваги Л. Вальраса є такі:
1. Зміни цін впливають на попит і пропозицію і навпаки; зміна попиту впливає на пропозицію і навпаки. Отже, їхній взаємозв'язок впливає на встановлення рівноваги.
2. Рівноважна ціна встановлюється у результаті конкуренції, співвідношення попиту і пропозиції, наявності ресурсів та інших чинників.
3. Загальна рівновага здійснюється щодо всіх товарів. Це пояснюється тим, що потреба у цьому товарі залежить від наявності інших товарів. Наприклад, споживання м'яса залежить від наявності кави.
4. Рівновагу характеризує, як правило, мінова вартість. Мінова цінність товарів — це рівень економічної рівноваги. В умовах конкуренції діють механізми, які усувають диспропорції та встановлюють таку мінову вартість, що ґрунтується на ціні рівноваги. В умовах монополії диспропорції зберігаються.
5. Рівновага досягається на основі дії всіх учасників ринку.
6. Рівновага здатна забезпечити максимально високий рівень задоволення потреб (безумовно, за наявності ресурсів).
7. Попит на кожний товар залежить не тільки від його ціни, а і від цін на всі інші товари. Наприклад, зростання цін на деякі продукти харчування призвело в Україні до зменшення попиту на періодичні видання. Багато людей відмовляються від передплати на газети і журнали. Різко скоротилися їхні тиражі.
8. Сума попиту споживача на всі закуплені ним товари і покупки дорівнює за вартістю сумі всіх проданих ним товарів і послуг (у тому числі послуг праці).
9. Ринок безперервно здійснює «пошук» так званих рівноважних цін.
10. Конкуренція — це важливий чинник встановлення рівноваги (через ціни). Існуючі цінові сигнали регулюють ринок, з допомогою їх досягається рівновага.
11. Для рівноваги потрібний ринковий механізм, який діє значно ефективніше, ніж у минулому так звана планова система.

## Критика теорії рівноваги Вальраса
Ідея економічної рівноваги народилася у Вальраса після прочитання ним трактата фізика Луї Пуансо, в якому описується як взаємопов'язані частини фізичної системи утримуються у рівновазі дією протилежних сил. За свідченням самого Вальраса, він читав працю Пуансо декілька днів й вирішив використати її як модель своєї дослідницької програми. З цього моменту метою Вальраса стало зробити для економічної науки те саме, що Пуансо зробив для фізики і механіки.
Представниками Австрійської школи економіки, які займалися побудовою теорії реальних динамічних ринкових процесів, які ніколи не зазнають рівноваги, пошук загальної ринкової рівноваги розглядався вкрай помилковим. Прибічників теорії економічної рівноваги звинувачують у фізикалізмі (пан-фізикалізмі) та сцієнтизмі, тобто спробах перенести інструменти аналізу фізичних явищ на явища соціальні. Глибоке протириччя між динамічною моделлю ринку Австрійської школи та неокласичною теорією рівноваги відзначив найвидатніший предстаник Австрійської школи Людвіг фон Мізес:
|                                                                                       | ... те, що відокремило австрійську школу й забезпечило їй вічну славу, - це доктрина економічної діяльності, яка протистоїть принципам економічної рівноваги або відсутності діяльності. |
| — Mises L. von (1978) Notes and Recollections. South Holland, III.: Libertarian Press | |

## Основні праці
- «Елементи чистої політичної економії» (Elements d’èconomie politique pure, 1874);
- «Етюди соціальної економії» (Etudes d’èconomie sociale, 1896);
- «Етюди прикладної політичної економії» (Etudes d’èconomie politique appliquee, 1898).